# Атанас Маргаритов
Атанас Маргаритов (Атанас Маргаритов Атанасов) е български диригент и цигулар.

## Биография
Роден е на 25 януари 1912 г. в Харманли. През 1933 г. завършва цигулка при Тодор Торчанов в Държавната музикална академия в София. От 1933 до 1936 г. е цигулар в Софийската опера. През 1936 – 1938 г. учи в диригентския клас на Вайнгартнер във Виенската консерватория. След завръщането си в България, от 1940 до 1964 г. е диригент, а след 1964 до 1975 г. е главен диригент в Софийската опера. Съвместно с това от 1938 до 1948 г. и от 1952 до 1973 г. е диригент на хор „Кавал“. Главен диригент е на оперите в Гент, Белгия (1975 – 1979 г.) и Дижон, Франция (от 1980 г.). През 1948 – 1969 г. преподава дирижиране в консерваторията в София, а от 1952 до 1963 г. и в оперната школа към консерваторията.
Дирижира и поставя оперни и балетни произведения от Джузепе Верди, Гаетано Доницети, Марин Големинов, Модест Мусоргски, Жорж Бизе.
Почива на 20 септември 1998 г.